# Giuseppe Sellitto
Giuseppe Sellitto o Sellitti (Napoli, 22 marzo 1700 – Napoli, 23 agosto 1777) è stato un compositore e organista italiano.
Compositore di opere, fu attivo per quasi tutta la sua esistenza nella città natale, ad eccezione di alcuni brevi periodi in cui soggiorno a Bologna (1732), a Venezia (1733), a Roma (1742 e 1746) e a Firenze (1765). Nel 1760 fu nominato organista nella Chiesa di San Giacomo degli Spagnuoli di Napoli, posto che tenne sino alla morte. Contemporaneamente a questo impiego esercitò anche l'insegnamento del canto.
Dalla sua famiglia si ricorda anche Giacomo Sellitto, anch'esso compositore.

## Opere
| Titolo                                 | Genere               | Atti | Librettista                    | Première        | Città, Teatro                           | Note                                                                          |
| -------------------------------------- | -------------------- | ---- | ------------------------------ | --------------- | --------------------------------------- | ----------------------------------------------------------------------------- |
| Amor d'un'ombra e gelosia d'un'aura    | opera buffa          |      | Carlo de Palma                 | primavera 1725  | Napoli, Teatro Nuovo                    | Da Carlo Sigismondo Capece                                                    |
| Oronte, ovvero Il custode di se stesso | opera buffa          | 3    | Bernardo Saddumene             | 1730            | Napoli, Teatro dei Fiorentini           |                                                                               |
| Nitocri                                | opera seria          |      | Apostolo Zeno                  | carnevale 1733  | Venezia, Teatro San Giovanni Grisostomo |                                                                               |
| Ginevra                                | opera seria          | 3    | Antonio Salvi                  | Ascensione 1733 | Venezia, Teatro San Samuele             | Da Ludovico Ariosto                                                           |
| Siface (Siface re di Numidia)          | opera seria          |      | Pietro Metastasio              | 4 dicembre 1734 | Napoli, Teatro San Bartolomeo           | In collaborazione con altri autori                                            |
| La franchezza delle donne              | intermezzo           |      | Tommaso Mariani                | 4 dicembre 1734 | Napoli, Teatro San Bartolomeo           | Intermezzo per Siface                                                         |
| Drusilla e Strabone                    | intermezzo           |      | Tommaso Mariani                | 29 gennaio 1735 | Napoli, Teatro San Bartolomeo           | Intermezzi per Demofoonte di Francesco Mancini, Domenico Sarro e Leonardo Leo |
| La vedova ingegnosa                    | intermezzo           |      | Tommaso Mariani                | 12 luglio 1735  | Napoli, Teatro San Bartolomeo           | Revisione di Drusilla e Strabone. Intermezzi per Emira di Leonardo Leo        |
| Il finto pazzo per amore               | opera buffa          | 3    | Tommaso Mariani                | inverno 1735    | Napoli, Teatro dei Fiorentini           |                                                                               |
| I due baroni                           | opera buffa          |      | Gennaro Antonio Federico       | estate 1736     | Napoli, Teatro dei Fiorentini           |                                                                               |
| Sesostri re d'Egitto                   | opera seria          | 3    | Apostolo Zeno e Pietro Pariati | 2 gennaio 1742  | Roma, Teatro Capranica                  |                                                                               |
| Farnace                                | opera seria          | 3    | Antonio Maria Lucchini         | gennaio 1742    | Roma, Teatro Capranica                  | Sellitto compose il terzo atto. Primi due atti di Giuseppe Arena              |
| L'innocenti gelosie                    | opera buffa          | 3    | Antonio Villani                | autunno 1744    | Napoli, Teatro Nuovo                    |                                                                               |
| L'Orazio e Curiazio                    | opera seria          | 3    |                                | carnevale 1746  | Roma, Teatro delle Dame                 |                                                                               |
| Gl'inganni fortunati                   | commedia per musica  |      |                                | inverno 1747    | Napoli, Teatro dei Fiorentini           |                                                                               |
| L'amor comico                          | opera buffa          |      | Antonio Palomba                | carnevale 1750  | Napoli, Teatro dei Fiorentini           |                                                                               |
| Donna Laura Pellecchia                 | opera buffa          | 3    |                                | autunno 1750    | Napoli, Teatro dei Fiorentini           |                                                                               |
| Il cinese rimpatriato                  | divertimento scenico |      |                                | 1753            | Parigi, Opéra                           |                                                                               |
| L'amore alla moda                      | opera buffa          |      | Antonio Palomba                | inverno 1755    | Napoli, Teatro dei Fiorentini           |                                                                               |
| Lo barone Senerchia                    | commedia per musica  | 3    |                                | estate 1757     | Napoli, Teatro dei Fiorentini           |                                                                               |
| Gl'amori fortunati                     | farsetta per musica  |      |                                | 1765            | Firenze, Teatro della Pallacorda        |                                                                               |

## Discografia
- Drusilla e Don Strabone - Antonella Tatulli (Drusilla), Angelo De Leonardis (Strabone) - Direttore: Cosimo Prontera - La confraternita de' Musici - CD: Tactus TC.706901 (2002)[1]